# اوی، ایولین
شهر اوی (به فرانسوی: Houilles) در شهرستان ایولین در ناحیه ایل-دو-فرانس با جمعیت ۳۰٬۸۳۵ نفر در کشور فرانسه واقع شده است